# Station Bobowa Miasto
Station Bobowa Miasto is een spoorwegstation in de Poolse plaats Bobowa.